# Меровщиков Володимир Станіславович
Володимир Станіславович Меровщиков (рос. Владимир Станиславович Меровщиков; нар. 13 січня 1956, Красногвардійське, Кримська область, УРСР) — радянський та російський футболіст, воротар, по завершенні кар'єри гравця — футбольний тренер. Зіграв 32 матчі у Вищій лізі СРСР. Майстер спорту СРСР (1984).

## Життєпис
З семи років почав займатися футболом у ДЮСШ «Металург» (Череповець). На дорослому рівні почав виступати в 1974 році в складі вологодського «Динамо» у другій лізі, зіграв за команду щонайменше 60 матчів.
У 1979 році перейшов у воронезький «Факел», який виступав у першій лізі. Спочатку був дублером Андрія Ширяєва, але поступово витіснив його зі складу. У 1984 році разом з командою став переможцем турніру першої ліги й півфіналістом Кубка СРСР. У сезоні 1985 року зіграв у вищій лізі 32 матчі з 34-х проведених командою, дебютний матч на найвищому рівні провів 3 березня 1985 року проти ленінградського «Зеніту». Після вильоту з вищої ліги продовжував грати за «Факел» до літа 1988 року. Всього зіграв за воронезьку команду 225 матчів у першості країни.
Після відходу з «Факела» виступав за тамбовський «Спартак», воронезький «Буран», польський клуб «Олімпія» (Ельблонг), а також в нижчих дивізіонах Росії за «Іргіз» (Балаково), димитровградську «Ладу» і «Лебединець» (Губкін). У 1994 році перейшов у «Локомотив» (Лиски), в якому через декілька років завершив свою кар'єру. Останній матч на професіональному рівні зіграв у 40-річному віці.
Після закінчення кар'єри гравця працював тренером у лискинському «Локомотиві» і череповецких клубах «Північсталь» та «Шексна». У 2001 році протягом шести турів виконував обов'язки головного тренера «Північсталі». Виступає в змаганнях ветеранів з футболу та футзалу, неодноразово був призером чемпіонату Вологодської області, визнавався найкращим воротарем змагань.